# 935
935 (CMXXXV) var ett normalår som började en torsdag i den julianska kalendern.

## Händelser

### Okänt datum
- Uppskattning: Córdoba, huvudstad i Al-Andalus, blir världens största stad, och övertar ledningen från Bagdad, huvudstad i Abbasidkalifatet Ar-Radi.[1]
- Den norske kungen Erik Blodyx blir avsatt och efterträds som kung av Norge av Håkan den gode.
- Genua plundras av saracener under Yakub ibn Ishaq.

## Födda
- Harald Blåtand, kung av Danmark 958–985 eller 986 (född omkring detta år).
- Harald Gråfäll, kung av Norge 961–970.
- Håkon Sigurdsson, jarl över Norge under den danske kungen Harald Blåtand 970–995.
- Elvira Ramírez, spansk regent.

## Avlidna
- December – Johannes XI, påve sedan 931.
- Tyra Danebot, drottning av Danmark sedan 933, gift med Gorm den gamle.

### Fotnoter
1. ↑  ”Geography at about.com”. Arkiverad från originalet den 18 augusti 2016. https://web.archive.org/web/20160818124242/http://geography.about.com/library/weekly/aa011201a.htm. Läst 27 mars 2011.